# Сельский, Вячеслав Александрович
Вячеслав Александрович Сельский (2 апреля 1871—1929) — генерал-майор русской императорской армии. Участник Русско-японской войны и Первой мировой войны

## Биография
Родился 2 апреля 1871 года в православной семье. После окончания Ярославской военной школы, 8 сентября 1888 года поступил на службу. В 1892 году окончил Чугуевское пехотное юнкерское училище.
В 1905 году окончил Николаевскую академию Генерального штаба по 1-му разряду но причислен к генштабу не был. К началу марта 1914 года был в расположении 8-го гренадерского Московского полка. Был на посту начальника штаба дивизии и начальника штаба корпуса. В ноябре 1916 года в чине полковника командир 330-го пехотного Златоустовского полка (на 16.01.1916; 2 г.). Награждён Георгиевским оружием (ВП 12.11.1916). Позже командовал бригадой, исполнял должность начальника штаба дивизии.
После Октябрьской революции, занимал пост руководителя практических занятий стратегии и тактики в Военной академии РККА.
Скончался в Москве, похоронен на Новодевичьем кладбище (участок 1, ряд 17, № 6).

## Награды
- Орден Святой Анны IV степени (1905)
- Орден Святой Анны III степени (ВП 13.05.1914)
- Орден Святого Станислава II степени с мечами (ВП 05.10.1916)[4]
- Орден Святого Станислава III степени (1909)
- Орден Святого Владимира III степени с мечами (ВП 16.01.1916)[5]
- Георгиевское оружие (ВП 12.11.1916)[6][7]
- Медаль «В память царствования императора Александра III»
- Медаль «В память русско-японской войны»
- Медаль «В память 100-летия Отечественной войны 1812»
- Медаль «В память 300-летия царствования дома Романовых»